# Журче
Журче (мкд. Журче) је насеље у Северној Македонији, у југозападном делу државе. Журче припада општини Демир Хисар.
Поред села је смештен истоимени Манастир Журче.

## Географија
Насеље Журче је смештено у југозападном делу Северне Македоније. Од најближег већег града, Битоља, насеље је удаљено 35 km северно.
Журче се налази у средишњем делу области Демир Хисар. Насеље је положено у горњем делу тока Црне реке, у долинском делу. Западно од насеља се издиже Плакенска планина, а североисточно Бушева планина. Надморска висина насеља је приближно 700 метара.
Клима у насељу је континентална.

## Становништво
По попису становништва из 2002. године Журче је имало 255 становника.
Претежно становништво у насељу су етнички Македонци (99%).
Већинска вероисповест у насељу је православље.